# Pfarrkirche Königin des Friedens (Wien)

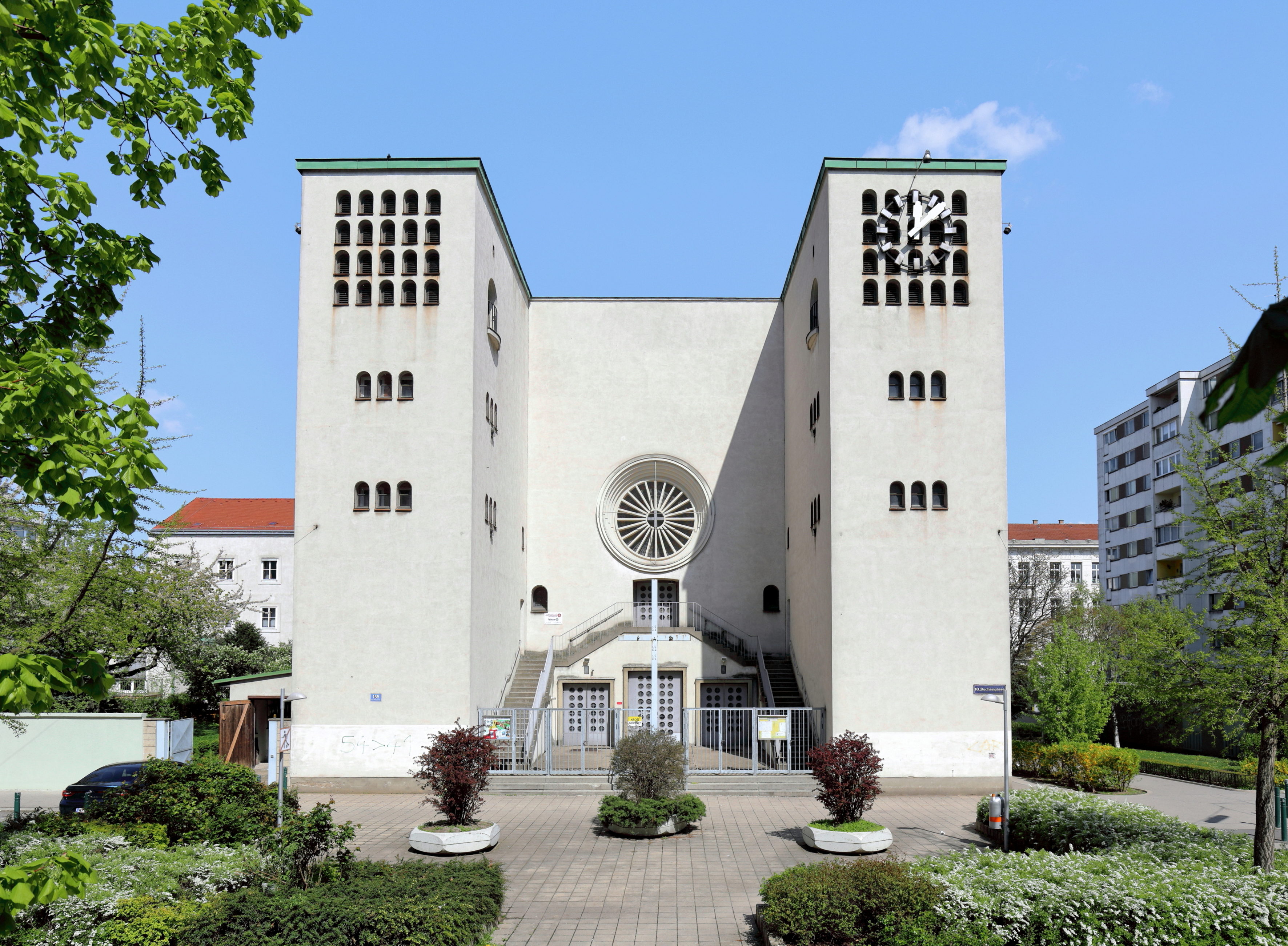
Pfarrkirche Königin des Friedens

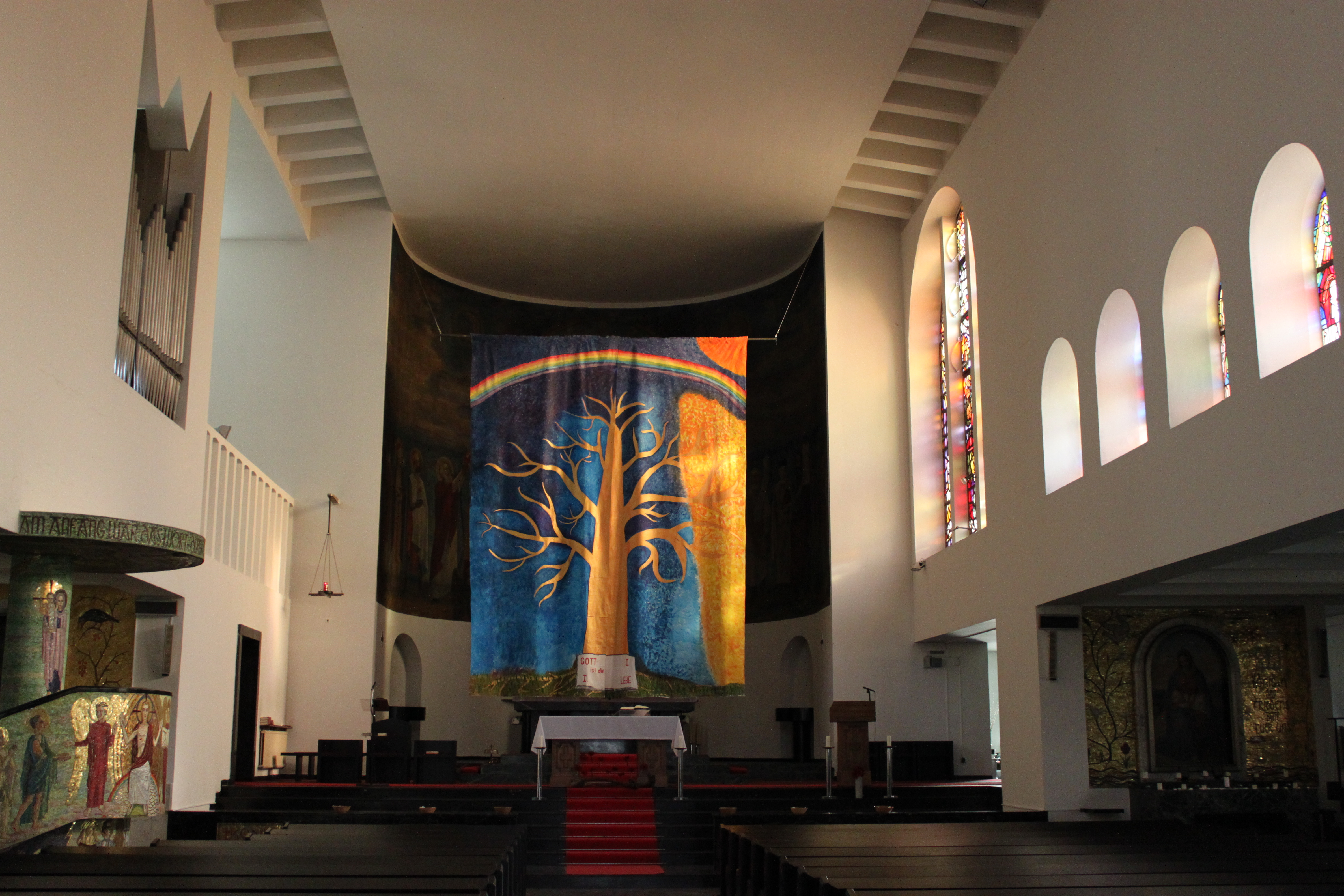
Innenraum der Pfarrkirche Königin des Friedens, Altarbild durch Fastentuch verhängt

Die Pfarrkirche Königin des Friedens ist eine römisch-katholische Kirche im 10. Wiener Gemeindebezirk Favoriten in der Buchengasse 158. Sie ist die Pfarrkirche der Pfarre Göttliche Barmherzigkeit.

## Geschichte
Mitte des 19. Jahrhunderts bestand das Gebiet, auf dem sich die Pfarre Königin des Friedens heute befindet, hauptsächlich aus Feldern. Die wenigen Bewohner wurden von der Pfarre St. Elisabeth seelsorgerisch betreut, bis 1876 mit der Pfarrkirche am Keplerplatz und St. Anton die ersten Pfarren des Bezirkes gegründet wurden. Im Zuge dessen errichtete man diverse Notkirchen, unter denen sich die Kapelle Königin des Friedens befand. Diese war ein mit Eternit verkleideter Holzbau, der während des Ersten Weltkriegs als Spitalskirche diente und später auf den Platz zwischen Quellenstraße und Matzleinsdorfer Friedhof übertragen wurde.
Im Jahr 1922 wurde diese 800 Personen fassende Kirche – darunter 250 Sitzplätze – geweiht und 1924 von den Pallottinern als Seelsorgestation übernommen. Das Ziel, eine eigenständige Pfarre zu schaffen, stellte sich bedingt durch die wirtschaftliche Situation der Zeit als schwierig dar. Schließlich konnte 1930 der Bauplatz für eine neue Kirche erworben werden und am 3. September 1933 fand dann die Grundsteinlegung für den Kirchenbau statt. Mit 1. April 1935 erfolgte die Erhebung des Seelsorgegebietes zur Pfarrgemeinde. Am 16. November desselben Jahres nahm Kardinal Innitzer die Weihe der neuen Pfarrkirche vor.
Am 1. November 2015 wurden die Pfarren Dreimal Wunderbare Muttergottes, St. Anton von Padua und Katharina von Siena mit der Pfarre Königin des Friedens vereinigt. Die neue Pfarre trägt den Namen Göttliche Barmherzigkeit.

## Architektur und Ausstattung
Die Pfarrkirche Königin des Friedens wurde nach Plänen der Architekten Leo Schmoll und Robert Kramreiter erbaut und richtet sich nach den Forderungen der Volksliturgischen Bewegung rund um Pius Parsch. Von Kramreiter stammen zudem die Entwürfe der Einrichtungsgegenstände und der Glasfenster. Der Pallottialtar und die Kreuzwegstationen wurden von Sepp Kals geschaffen.
Das Fresko in der Apsis schuf 1948 der Künstler Albert Ferenz.
Der Portalbau besteht aus zwei wuchtigen, turmartigen Pylonen, die den Vorhof umschließen. Diese sind fast 20 Meter hoch, beherbergen im Kirchenniveau je eine Kapelle und sind in ihrer gesamten Höhe bis hin zu den Glockenstuben durch kleine Gruppenräume und die Pfarrbibliothek genutzt.
Im Grundriss misst der Kirchenbau 52 Meter Länge und 22 Meter Breite, während die Höhe des Kirchenschiffs 16,5 Meter beträgt. Ihr maximales Fassungsvermögen beläuft sich auf etwa 3000 Personen, davon 480 Sitzplätze.

## Anmerkung
1. ↑  Der Kirchenführer gibt bei der Grundsteinlegung „Herbst 1934“ an. Dies dürfte falsch sein, denn Felix Czeike gibt 3. September 1933 an, aber auch das Architektenlexikon Wien 1770–1945 führt bei den Architekten 1933 an und so manch anderer Buchautor.

Koordinaten: 48° 10′ 34,1″ N, 16° 21′ 41,5″ O